# Ludivine Sagnier
Ludivine Sagnier (La Celle-Saint-Cloud, 3 juli 1979) is een Franse filmactrice en model.

## Biografie
Sagnier is de dochter van een professor in de Engelse taal en letterkunde aan de Universiteit van Parijs, en een secretaresse. Al op jonge leeftijd toonde Ludivine Sagnier haar talent voor acteren. Vanaf haar achtste jaar kreeg ze acteerles in Sèvres, waarna ze in 1994 overstapte naar het Conservatoire National d'Art Dramatique in Versailles.
In 1989 speelde ze haar eerste filmrol in Les maries, les femmes, les amants van Pascal Thomas. Rond 2000 werd ze bekend door haar bijrollen in films van François Ozon, Yvan Attal en Jérôme Lévy. In 2003 volgde haar internationale doorbraak in Ozons Swimming pool, waarin ze naast Charlotte Rampling de andere hoofdrol speelt. In 2003 werd ze ook de laureate van de Romy Schneiderprijs.
Sindsdien speelde Ludivine Sagnier belangrijke rollen in films van onder meer Claude Miller, Laurent Tirard, Christophe Honoré en Claude Chabrol. Ze is hierdoor in 2008 uitgegroeid tot een vooraanstaande Franse actrice.
In maart 2005 beviel Sagnier van een dochter. De vader is de Franse acteur Nicholas Duvauchelle, haar medespeler in Une Aventure uit hetzelfde jaar.
Vanaf 2021 was Sagnier te zien in de Franse mysterie thriller Lupin waarin ze de rol van Claire vertolkte, de vriendin van hoofdrolspeler Omar Sy.

## Karakteristiek
Ludivine Sagnier heeft met haar filmrollen een publiek imago opgebouwd, dat het beste met de Engelse term 'laid back' kan worden aangeduid. Vergelijkingen met Brigitte Bardot en Marilyn Monroe berusten hoofdzakelijk op een aantal (bijna) naaktscenes, met name uit 'Swimming pool'. Sagnier zegt hierover: "als ik mezelf naakt in een film zie, interesseert me dat niet omdat het niet mijn lichaam is - het is het lichaam van mijn rolkarakter".
Over haar moederschap: "Acteurs creëren, en een baby is de mooiste creatie die een vrouw kan maken".

## Films (selectie)
- Les Enfants du siècle (Diane Kurys) (1999)
- Gouttes d'eau sur pierres brûlantes (François Ozon) (2000)
- Ma femme est une actrice (Yvan Attal) (2001)
- 8 femmes (François Ozon) (2001)
- Petites Coupures (Pascal Bonitzer) (2003)
- Swimming pool (François Ozon) (2003)
- La petite Lili (Claude Miller) (2003)
- Peter Pan (P.J. Hogan) (2003)
- Paris, je t'aime (collectieve film, episode Parc Monceau van Alfonso Cuarón) (2006)
- Un secret (Claude Miller) (2007)
- La fille coupée en deux (Claude Chabrol) (2007)
- Crime d'amour (Alain Corneau) (2010)
- Pieds Nus (Fabienne Berthaud) (2010)
- Les Bien-Aimés (Christophe Honoré) (2011)
- The Devil's Double (Lee Tamahori) (2011)
- Lou! Journal infime (Julien Neel) (2014)
- La Résistance de l'air (Fred Grivois) (2015)
- Fourmi (Julien Rappeneau) (2019)
- La Ruche (Christophe Hermans) (2022)
- Napoleon (Ridley Scott) (2023)
- Leurs enfants après eux (2024)
- Quand vient l'automne (2024)